# Anarta koizumidakeana
Anarta koizumidakeana är en fjärilsart som beskrevs av Matsumura 1927. Anarta koizumidakeana ingår i släktet Anarta och familjen nattflyn. Inga underarter finns listade i Catalogue of Life.